# موتور رمضان تاجیک گاو چاه
موتور رمضان تاجیک گاو چاه، روستایی در دهستان گلاشکرد بخش مرکزی شهرستان فاریاب در استان کرمان ایران است.

## جمعیت
بر پایه سرشماری عمومی نفوس و مسکن در سال ۱۳۹۵، جمعیت این روستا برابر با ۱۶۱ نفر (۴۵ خانوار) بوده‌است.